# Allsvenskan
La Allsvenskan (Allsvenskan-DHL por motivos de patrocinio, literalmente en español Todo Sueco), también conocida como Fotbollsallsvenskan (Fútbol Todo Sueco), es la primera división del sistema de la liga de fútbol profesional de Suecia. La competición la disputan 16 clubes, que funciona con un sistema de ascensos y descensos a la Superettan, la segunda división. La temporada comienza en abril y finaliza en noviembre. Los equipos juegan 30 partidos cada uno, por un total de 240 partidos en la temporada. El campeón de la Allsvenskan se clasifica para la fase previa de la Liga de Campeones.
La liga fue creada en 1924 por la Asociación Sueca de Fútbol y, antes de eso, la liga superior en Suecia era conocida como Svenska Serien. El ganador recibe el trofeo Lennart Johansson Pokal. La liga está situada en el puesto 23 de la UEFA según los coeficientes de las ligas basadas en actuaciones en las competiciones europeas en los últimos cinco años. El Malmö FF es el club más laureado con 24 títulos de liga.

## Historia
La Allsvenskan empezó a jugarse en la temporada 1924-25 y el primer campeón fue el GAIS. La Allsvenskan, compuesta por 12 equipos, reemplazaría a la Svenska Serien, que consistía en un grupo sur y uno norte. Desde 1931 se reconocen a los campeones de liga.
En los primeros años, los equipos de Norrland y Gotland no podían jugar en niveles más altos en el sistema de liga, que fue cambiado gradualmente para incluir a los equipos de esas localidades en el más alto nivel. En la temporada 1955-56, el Lycksele IF se convirtió en el primer equipo del norte en jugar un play-off de promoción de la Allsvenskan, sin embargo, perdió ante el GAIS.
Para 1959 se cambia el inicio de liga jugándose en año calendario (de primavera a otoño). En 1973 se amplía el número de clubes, llegando a 14 equipos. En la década de 1970, el Malmö FF ganaría cinco ligas además de ser el único club en ser finalista de la Liga de Campeones, perdiendo ante el Nottingham Forest FC.
A finales de la temporada 1982, se introdujo un sistema de play-off para definir al campeón, aunque esto terminaría en 1990 siendo sustituido por una continuación de la liga llamada Mästerskapsserien, que duró dos años.
En 1993 se vuelve al formato clásico con 14 equipos. El IFK Göteborg se convirtió en el club dominante de la década de los 90, ganando cinco ligas.
En los años 2000, Djurgårdens IF ganó tres títulos (2002, 2003 y 2005). En 2004, Örebro SK perdió su lugar en la liga debido a problemas financieros, y el Assyriska FF tomó su lugar. Desde 2008, la liga está formada por 16 equipos.

## La competición
Desde la temporada 2008 hay 16 equipos en la Allsvenskan, respecto a los 14 de las temporadas anteriores. Durante la temporada (de abril a noviembre), cada equipo se enfrenta dos veces con el resto, una vez en su estadio y otra en la de sus contrincantes, en un total de 30 partidos. Al final de cada temporada los dos últimos equipos de la clasificación descienden a la Superettan y son sustituidos por los dos mejores de la Superettan. El tercer peor clasificado en la Allsvenskan juega un partido con el tercer clasificado de la Superettan, en la que el ganador es quien juega la siguiente temporada en la Allsvenskan.
El ganador de la Allsvenskan se clasifica para la Liga de Campeones, y entra en la competición en la primera ronda de clasificación. El subcampeón se clasifica para la UEFA Europa League, y entra en la segunda ronda de clasificación. El tercer clasificado también entra en la competición europea, pero juega la primera ronda clasificatoria.

## Temporada 2025
| Club              | Ciudad     | Estadio          | Capacidad |
| ----------------- | ---------- | ---------------- | --------- |
| AIK Estocolmo     | Estocolmo  | Friends Arena    | 54.400    |
| BK Häcken         | Gotemburgo | Bravida Arena    | 6.500     |
| Degerfors IF      | Degerfors  | Stora Valla      | 7.500     |
| Djurgårdens IF    | Estocolmo  | Tele2 Arena      | 33.600    |
| GAIS Gotemburgo   | Gotemburgo | Gamla Ullevi     | 18.600    |
| Halmstads BK      | Halmstad   | Örjans Vall      | 15.500    |
| Hammarby IF       | Estocolmo  | Tele2 Arena      | 33.600    |
| IF Brommapojkarna | Vällingby  | Grimsta IP       | 5.000     |
| IF Elfsborg       | Borås      | Borås Arena      | 16.899    |
| IFK Göteborg      | Gotemburgo | Gamla Ullevi     | 18.600    |
| IFK Norrköping    | Norrköping | Nya Parken       | 15.734    |
| IFK Värnamo       | Värnamo    | Finnvedsvallen   | 5.000     |
| IK Sirius         | Uppsala    | Studenternas IP  | 6.300     |
| Malmö FF          | Malmö      | Swedbank Stadion | 24.000    |
| Mjällby AIF       | Hällevik   | Strandvallen     | 7.500     |
| Östers IF         | Växjö      | Visma Arena      | 12.000    |

## Palmarés

### Svenska Serien
| Temporada                        | Campeón                          | Subcampeón                       | Máximo goleador                  | Club                             | Goles                            |
| Svenska Serien (Formato de copa) | Svenska Serien (Formato de copa) | Svenska Serien (Formato de copa) | Svenska Serien (Formato de copa) | Svenska Serien (Formato de copa) | Svenska Serien (Formato de copa) |
| -------------------------------- | -------------------------------- | -------------------------------- | -------------------------------- | -------------------------------- | -------------------------------- |
| 1896                             | Örgryte IS                       | IS Idrottens Vänner              | Bandera de ?                     |                                  |                                  |
| 1897                             | Örgryte IS                       | Örgryte IS-2                     | Bandera de ?                     |                                  |                                  |
| 1898                             | Örgryte IS                       | AIK Estocolmo                    | Bandera de ?                     |                                  |                                  |
| 1899                             | Örgryte IS                       | Göteborgs FF                     | Bandera de ?                     |                                  |                                  |
| 1900                             | AIK Estocolmo                    | Örgryte IS                       | Bandera de ?                     |                                  |                                  |
| 1901                             | AIK Estocolmo                    | Örgryte IS-2                     | Bandera de ?                     |                                  |                                  |
| 1902                             | Örgryte IS                       | Jönköpings AIF                   | Bandera de ?                     |                                  |                                  |
| 1903                             | Göteborgs IF                     | Göteborgs FF                     | Bandera de ?                     |                                  |                                  |
| 1904                             | Örgryte IS                       | Djurgårdens IF                   | Bandera de ?                     |                                  |                                  |
| 1905                             | Örgryte IS                       | IFK Stockholm                    | Bandera de ?                     |                                  |                                  |
| 1906                             | Örgryte IS                       | Djurgårdens IF                   | Bandera de ?                     |                                  |                                  |
| 1907                             | Örgryte IS                       | IFK Uppsala                      | Bandera de ?                     |                                  |                                  |
| 1908                             | IFK Göteborg                     | IFK Uppsala                      | Bandera de ?                     |                                  |                                  |
| 1909                             | Örgryte IS                       | Djurgårdens IF                   | Bandera de ?                     |                                  |                                  |
| 1910                             | IFK Göteborg                     | Djurgårdens IF                   | Bandera de ?                     |                                  |                                  |
| 1911                             | AIK Estocolmo                    | IFK Uppsala                      | Bandera de ?                     |                                  |                                  |
| 1912                             | Djurgårdens IF                   | Örgryte IS                       | Bandera de ?                     |                                  |                                  |
| 1913                             | Örgryte IS                       | Djurgårdens IF                   | Bandera de ?                     |                                  |                                  |
| 1914                             | AIK Estocolmo                    | Helsingborgs IF                  | Bandera de ?                     |                                  |                                  |
| 1915                             | Djurgårdens IF                   | Örgryte IS                       | Bandera de ?                     |                                  |                                  |
| 1916                             | AIK Estocolmo                    | Djurgårdens IF                   | Bandera de ?                     |                                  |                                  |
| 1917                             | Djurgårdens IF                   | AIK Estocolmo                    | Bandera de ?                     |                                  |                                  |
| 1918                             | IFK Göteborg                     | Helsingborgs IF                  | Bandera de ?                     |                                  |                                  |
| 1919                             | GAIS                             | Djurgårdens IF                   | Bandera de ?                     |                                  |                                  |
| 1920                             | Djurgårdens IF                   | IK Sleipner                      | Bandera de ?                     |                                  |                                  |
| 1921                             | IFK Eskilstuna                   | IK Sleipner                      | Bandera de ?                     |                                  |                                  |
| 1922                             | GAIS                             | Hammarby IF                      | Bandera de ?                     |                                  |                                  |
| 1923                             | AIK Estocolmo                    | IFK Eskilstuna                   | Bandera de ?                     |                                  |                                  |
| 1924                             | Fässbergs IF                     | IK Sirius Uppsala                | Bandera de ?                     |                                  |                                  |
| 1925                             | Brynäs IF                        | BK Derby                         | Bandera de ?                     |                                  |                                  |

### Allsvenskan
| * | Allsvenskan (No oficial). |

| Temporada                     | Campeón                       | Subcampeón                    | Tercero                       | Máximo goleador                                | Club                               | Goles                         |
| Allsvenskan (formato de liga) | Allsvenskan (formato de liga) | Allsvenskan (formato de liga) | Allsvenskan (formato de liga) | Allsvenskan (formato de liga)                  | Allsvenskan (formato de liga)      | Allsvenskan (formato de liga) |
| ----------------------------- | ----------------------------- | ----------------------------- | ----------------------------- | ---------------------------------------------- | ---------------------------------- | ----------------------------- |
| 1924-25                       | GAIS                          | IFK Göteborg                  | Örgryte IS                    | Filip Johansson                                | IFK Göteborg                       | 39                            |
| 1925-26                       | Örgryte IS                    | GAIS                          | IFK Göteborg                  | Carl-Erik Holmberg                             | Örgryte IS                         | 29                            |
| 1926-27                       | GAIS                          | IFK Göteborg                  | Helsingborgs IF               | Albert Olsson                                  | GAIS                               | 24                            |
| 1927-28                       | Örgryte IS                    | Helsingborgs IF               | GAIS                          | Carl-Erik Holmberg                             | Örgryte IS                         | 27                            |
| 1928-29                       | Helsingborgs IF               | Örgryte IS                    | IFK Göteborg                  | Harry Lundahl                                  | Helsingborgs IF                    | 31                            |
| 1929-30                       | Helsingborgs IF               | IFK Göteborg                  | IK Sleipner                   | Harry Lundahl                                  | Helsingborgs IF                    | 26                            |
| 1930-31                       | GAIS                          | AIK Estocolmo                 | IFK Göteborg                  | John Nilsson                                   | GAIS                               | 26                            |
| 1931-32                       | AIK Estocolmo                 | Örgryte IS                    | GAIS                          | Carl-Erik Holmberg                             | Örgryte IS                         | 29                            |
| 1932-33                       | Helsingborgs IF               | GAIS                          | IFK Göteborg                  | Torsten Bunke                                  | Helsingborgs IF                    | 21                            |
| 1933-34                       | Helsingborgs IF               | GAIS                          | IFK Göteborg                  | Sven Jonasson                                  | IF Elfsborg                        | 20                            |
| 1934-35                       | IFK Göteborg                  | AIK Estocolmo                 | IF Elfsborg                   | Harry Andersson                                | IK Sleipner                        | 23                            |
| 1935-36                       | IF Elfsborg                   | AIK Estocolmo                 | Sandvikens IF                 | Sven Jonasson                                  | IF Elfsborg                        | 24                            |
| 1936-37                       | AIK Estocolmo                 | IK Sleipner                   | Örgryte IS                    | Olle Zethlerlund                               | AIK Estocolmo                      | 23                            |
| 1937-38                       | IK Sleipner                   | Landskrona BoIS               | Helsingborgs IF               | Curt Hjelm                                     | IK Sleipner                        | 13                            |
| 1938-39                       | IF Elfsborg                   | AIK Estocolmo                 | Malmö FF                      | Ove Andersson Erik Persson Yngve Lindegren     | Malmö FF IK Sleipner Örgryte IS    | 16                            |
| 1939-40                       | IF Elfsborg                   | Örgryte IS                    | Helsingborgs IF               | Anders Pålsson                                 | Helsingborgs IF                    | 17                            |
| 1940-41                       | Helsingborgs IF               | Degerfors IF                  | AIK Estocolmo                 | Stig Nyström                                   | IK Brage                           | 17                            |
| 1941-42                       | IFK Göteborg                  | GAIS                          | IFK Norrköping                | Sven Jacobsson                                 | GAIS                               | 20                            |
| 1942-43                       | IFK Norrköping                | IF Elfsborg                   | Helsingborgs IF               | Gunnar Nordahl                                 | Degerfors IF                       | 16                            |
| 1943-44                       | Malmö FF                      | IF Elfsborg                   | AIK Estocolmo                 | Leif Larsson                                   | IFK Göteborg                       | 19                            |
| 1944-45                       | IFK Norrköping                | IF Elfsborg                   | Malmö FF                      | Gunnar Nordahl                                 | IFK Norrköping                     | 27                            |
| 1945-46                       | IFK Norrköping                | Malmö FF                      | IFK Göteborg                  | Gunnar Nordahl                                 | IFK Norrköping                     | 25                            |
| 1946-47                       | IFK Norrköping                | AIK Estocolmo                 | Malmö FF                      | Gunnar Gren                                    | IFK Göteborg                       | 18                            |
| 1947-48                       | IFK Norrköping                | Malmö FF                      | AIK Estocolmo                 | Gunnar Nordahl                                 | IFK Norrköping                     | 18                            |
| 1948-49                       | Malmö FF                      | Helsingborgs IF               | GAIS                          | Carl-Johan Franck                              | Helsingborgs IF                    | 19                            |
| 1949-50                       | Malmö FF                      | Jönköpings Södra IF           | Helsingborgs IF               | Ingvar Rydell                                  | Malmö FF                           | 22                            |
| 1950-51                       | Malmö FF                      | Råå IF                        | Degerfors IF                  | Hasse Jeppson                                  | Djurgårdens IF                     | 17                            |
| 1951-52                       | IFK Norrköping                | Malmö FF                      | Helsingborgs IF               | Karl-Alfred Jakobsson                          | GAIS                               | 17                            |
| 1952-53                       | Malmö FF                      | IFK Norrköping                | Djurgårdens IF                | Karl-Alfred Jakobsson                          | GAIS                               | 24                            |
| 1953-54                       | GAIS                          | Helsingborgs IF               | Degerfors IF                  | Karl-Alfred Jakobsson                          | GAIS                               | 21                            |
| 1954-55                       | Djurgårdens IF                | Halmstads BK                  | AIK Estocolmo                 | Kurt Hamrin                                    | AIK Estocolmo                      | 22                            |
| 1955-56                       | IFK Norrköping                | Malmö FF                      | Djurgårdens IF                | Sylve Bengtsson                                | Halmstads BK                       | 22                            |
| 1956-57                       | IFK Norrköping                | Malmö FF                      | Helsingborgs IF               | Harry Bild                                     | IFK Norrköping                     | 19                            |
| 1957-58                       | IFK Göteborg                  | IFK Norrköping                | Djurgårdens IF                | Bertil Johansson Henry Källgren                | IFK Göteborg IFK Norrköping        | 27                            |
| 1959                          | Djurgårdens IF                | IFK Norrköping                | IFK Göteborg                  | Rune Börjesson                                 | Örgryte IS                         | 21                            |
| 1960                          | IFK Norrköping                | IFK Malmö                     | Örgryte IS                    | Rune Börjesson                                 | Örgryte IS                         | 24                            |
| 1961                          | IF Elfsborg                   | IFK Norrköping                | IFK Göteborg                  | Bertil Johansson                               | IFK Göteborg                       | 20                            |
| 1962                          | IFK Norrköping                | Djurgårdens IF                | IFK Göteborg                  | Leif Skiöld                                    | Djurgårdens IF                     | 21                            |
| 1963                          | IFK Norrköping                | Degerfors IF                  | AIK Estocolmo                 | Lars Heinermann Bo Larsson                     | Degerfors IF Malmö FF              | 17                            |
| 1964                          | Djurgårdens IF                | Malmö FF                      | Örgryte IS                    | Krister Granbom                                | Helsingborgs IF                    | 22                            |
| 1965                          | Malmö FF                      | IF Elfsborg                   | AIK Estocolmo                 | Bo Larsson                                     | Malmö FF                           | 28                            |
| 1966                          | Djurgårdens IF                | IFK Norrköping                | IF Elfsborg                   | Ove Kindvall                                   | IFK Norrköping                     | 20                            |
| 1967                          | Malmö FF                      | Djurgårdens IF                | Helsingborgs IF               | Dag Szepanski                                  | Malmö FF                           | 22                            |
| 1968                          | Östers IF                     | Malmö FF                      | IFK Norrköping                | Ove Eklund                                     | Åtvidabergs FF                     | 16                            |
| 1969                          | IFK Göteborg                  | Malmö FF                      | Djurgårdens IF                | Reine Almqvist                                 | IFK Göteborg                       | 16                            |
| 1970                          | Malmö FF                      | Åtvidabergs FF                | Djurgårdens IF                | Bo Larsson                                     | Malmö FF                           | 16                            |
| 1971                          | Malmö FF                      | Åtvidabergs FF                | IFK Norrköping                | Roland Sandberg                                | Åtvidabergs FF                     | 17                            |
| 1972                          | Åtvidabergs FF                | AIK Estocolmo                 | Östers IF                     | Ralf Edström Roland Sandberg                   | Åtvidabergs FF                     | 16                            |
| 1973                          | Åtvidabergs FF                | Östers IF                     | Djurgårdens IF                | Jan Mattsson                                   | Östers IF                          | 20                            |
| 1974                          | Malmö FF                      | AIK Estocolmo                 | Östers IF                     | Jan Mattsson                                   | Östers IF                          | 22                            |
| 1975                          | Malmö FF                      | Östers IF                     | Djurgårdens IF                | Jan Mattsson                                   | Östers IF                          | 31                            |
| 1976                          | Halmstads BK                  | Malmö FF                      | Östers IF                     | Rutger Backe                                   | Halmstads BK                       | 21                            |
| 1977                          | Malmö FF                      | IF Elfsborg                   | Kalmar FF                     | Reine Almqvist Mats Aronsson                   | IFK Göteborg Landskrona BoIS       | 15                            |
| 1978                          | Östers IF                     | Malmö FF                      | IFK Göteborg                  | Tommy Berggren                                 | Djurgårdens IF                     | 19                            |
| 1979                          | Halmstads BK                  | IFK Göteborg                  | IF Elfsborg                   | Mats Werner                                    | Hammarby IF                        | 14                            |
| 1980                          | Östers IF                     | Malmö FF                      | IFK Göteborg                  | Billy Ohlsson                                  | Hammarby IF                        | 19                            |
| 1981                          | Östers IF                     | IFK Göteborg                  | IFK Norrköping                | Torbjörn Nilsson                               | IFK Göteborg                       | 20                            |
| Allsvenskan (formato de copa) |                               |                               |                               |                                                |                                    |                               |
| 1982                          | IFK Göteborg                  | Hammarby IF                   | ----------                    | Dan Corneliusson                               | IFK Göteborg                       | 12                            |
| 1983                          | IFK Göteborg                  | Östers IF                     | ----------                    | Thomas Ahlström                                | IF Elfsborg                        | 16                            |
| 1984                          | IFK Göteborg                  | IFK Norrköping                | ----------                    | Billy Ohlsson                                  | Hammarby IF                        | 14                            |
| 1985                          | Örgryte IS                    | IFK Göteborg                  | ----------                    | Sören Börjesson Peter Karlsson                 | Örgryte IS Kalmar FF               | 10                            |
| 1986                          | Malmö FF                      | AIK Estocolmo                 | ----------                    | Johnny Ekström                                 | IFK Göteborg                       | 13                            |
| 1987                          | IFK Göteborg                  | Malmö FF                      | ----------                    | Lasse Larsson                                  | Malmö FF                           | 19                            |
| 1988                          | Malmö FF                      | Djurgårdens IF                | ----------                    | Martin Dahlin                                  | Malmö FF                           | 17                            |
| 1989                          | IFK Norrköping                | Malmö FF                      | ----------                    | Jan Hellström                                  | IFK Norrköping                     | 16                            |
| 1990                          | IFK Göteborg                  | IFK Norrköping                | ----------                    | Kaj Eskelinen                                  | IFK Göteborg                       | 10                            |
| 1991                          | IFK Göteborg                  | IFK Norrköping                | Örebro SK                     | Kennet Andersson                               | IFK Göteborg                       | 13                            |
| 1992                          | AIK Estocolmo                 | IFK Norrköping                | Östers IF                     | Hans Eklund                                    | Östers IF                          | 16                            |
| Allsvenskan (formato de liga) |                               |                               |                               |                                                |                                    |                               |
| 1993                          | IFK Göteborg                  | IFK Norrköping                | AIK Estocolmo                 | Mats Lilienberg Henrik Bertilsson              | Trelleborgs FF Halmstads BK        | 18                            |
| 1994                          | IFK Göteborg                  | Örebro SK                     | Malmö FF                      | Niclas Kindvall                                | IFK Norrköping                     | 23                            |
| 1995                          | IFK Göteborg                  | Helsingborgs IF               | Halmstads BK                  | Niklas Skoog                                   | Västra Frölunda IF                 | 17                            |
| 1996                          | IFK Göteborg                  | Malmö FF                      | Helsingborgs IF               | Andreas Andersson                              | IFK Göteborg                       | 19                            |
| 1997                          | Halmstads BK                  | IFK Göteborg                  | Malmö FF                      | Mats Lilienberg Christer Mattiasson Dan Sahlin | Halmstads BK IF Elfsborg Örebro SK | 14                            |
| 1998                          | AIK Estocolmo                 | Helsingborgs IF               | Hammarby IF                   | Arild Stavrum                                  | Helsingborgs IF                    | 18                            |
| 1999                          | Helsingborgs IF               | AIK Estocolmo                 | Halmstads BK                  | Marcus Allbäck                                 | Örgryte IS                         | 15                            |
| 2000                          | Halmstads BK                  | Helsingborgs IF               | AIK Estocolmo                 | Fredrik Berglund                               | IF Elfsborg                        | 18                            |
| 2001                          | Hammarby IF                   | Djurgårdens IF                | AIK Estocolmo                 | Stefan Selakovic                               | Halmstads BK                       | 15                            |
| 2002                          | Djurgårdens IF                | Malmö FF                      | Örgryte IS                    | Peter Ijeh                                     | Malmö FF                           | 24                            |
| 2003                          | Djurgårdens IF                | Hammarby IF                   | Malmö FF                      | Niklas Skoog                                   | Malmö FF                           | 22                            |
| 2004                          | Malmö FF                      | Halmstads BK                  | IFK Göteborg                  | Markus Rosenberg                               | Halmstads BK                       | 14                            |
| 2005                          | Djurgårdens IF                | IFK Göteborg                  | Kalmar FF                     | Gunnar Thorvaldsson                            | Halmstads BK                       | 14                            |
| 2006                          | IF Elfsborg                   | AIK Estocolmo                 | Hammarby IF                   | Ariclenes da Silva                             | Kalmar FF                          | 15                            |
| 2007                          | IFK Göteborg                  | Kalmar FF                     | Djurgårdens IF                | Marcus Berg Razak Omotoyossi                   | IFK Göteborg Helsingborgs IF       | 14                            |
| 2008                          | Kalmar FF                     | IF Elfsborg                   | IFK Göteborg                  | Patrik Ingelsten                               | Kalmar FF                          | 19                            |
| 2009                          | AIK Estocolmo                 | IFK Göteborg                  | IF Elfsborg                   | Tobias Hysén Wánderson do Carmo                | IFK Göteborg GAIS                  | 18                            |
| 2010                          | Malmö FF                      | Helsingborgs IF               | Örebro SK                     | Alexander Gerndt                               | Gefle IF                           | 20                            |
| 2011                          | Helsingborgs IF               | AIK Estocolmo                 | IF Elfsborg                   | Mathias Ranégie                                | Malmö FF                           | 21                            |
| 2012                          | IF Elfsborg                   | BK Häcken                     | Malmö FF                      | Abdul Majeed Waris                             | BK Häcken                          | 23                            |
| 2013                          | Malmö FF                      | AIK Estocolmo                 | IFK Göteborg                  | Imad Khalili                                   | Helsingborgs IF                    | 15                            |
| 2014                          | Malmö FF                      | IFK Göteborg                  | AIK Estocolmo                 | Lasse Vibe                                     | IFK Göteborg                       | 23                            |
| 2015                          | IFK Norrköping                | IFK Göteborg                  | AIK Estocolmo                 | Emir Kujović                                   | IFK Norrköping                     | 21                            |
| 2016                          | Malmö FF                      | AIK Estocolmo                 | IFK Norrköping                | John Owoeri                                    | BK Häcken                          | 17                            |
| 2017                          | Malmö FF                      | AIK Estocolmo                 | Djurgårdens IF                | Magnus Eriksson Karl Holmberg                  | Djurgårdens IF IFK Norrköping      | 14                            |
| 2018                          | AIK Estocolmo                 | IFK Norrköping                | Malmö FF                      | Paulo José de Oliveira                         | BK Häcken                          | 20                            |
| 2019                          | Djurgårdens IF                | Malmö FF                      | Hammarby IF                   | Mohamed Buya Turay                             | Djurgårdens IF                     | 15                            |
| 2020                          | Malmö FF                      | IF Elfsborg                   | BK Häcken                     | Christoffer Nyman                              | IFK Norrköping                     | 18                            |
| 2021                          | Malmö FF                      | AIK Estocolmo                 | Djurgårdens IF                | Samuel Adegbenro                               | IFK Norrköping                     | 17                            |
| 2022                          | BK Häcken                     | Djurgårdens IF                | Hammarby IF                   | Alexander Jeremejeff                           | BK Häcken                          | 22                            |
| 2023                          | Malmö FF                      | IF Elfsborg                   | BK Häcken                     | Isaac Kiese Thelin                             | Malmö FF                           | 16                            |
| 2024                          | Malmö FF                      | Hammarby IF                   | AIK Estocolmo                 | Nikola Vasić                                   | IF Brommapojkarna                  | 17                            |

## Títulos por club
Las tablas incluyen las ligas ganadas en la competición Svenska Serien, que se disputó entre las temporadas 1896 y 1924-25, antecesora de la Allsvenskan.
| Club                  | Títulos | Subcampeonatos | Años de los campeonatos |
| --------------------- | ------- | -------------- | --- |
| Malmö FF              | 24      | 16             | 1944, 1949, 1950, 1951, 1953, 1965, 1967, 1970, 1971, 1974, 1975, 1977, 1986, 1988, 2004, 2010, 2013, 2014, 2016, 2017, 2020, 2021, 2023, 2024 |
| IFK Göteborg          | 18      | 11             | 1908, 1910, 1918, 1935, 1942, 1958, 1969, 1982, 1983, 1984, 1987, 1990, 1991, 1993, 1994, 1995, 1996, 2007                                     |
| Örgryte IS            | 14      | 6              | 1896, 1897, 1898, 1899, 1902, 1904, 1905, 1906, 1907, 1909, 1913, 1926, 1928, 1985                                                             |
| IFK Norrköping        | 13      | 11             | 1943, 1945, 1946, 1947, 1948, 1952, 1956, 1957, 1960, 1962, 1963, 1989, 2015                                                                   |
| AIK Estocolmo         | 12      | 17             | 1900, 1901, 1911, 1914, 1916, 1923, 1932, 1937, 1992, 1998, 2009, 2018                                                                         |
| Djurgårdens IF        | 12      | 12             | 1912, 1915, 1917, 1920, 1955, 1959, 1964, 1966, 2002, 2003, 2005, 2019                                                                         |
| Helsingborgs IF       | 7       | 9              | 1929, 1930, 1933, 1934, 1941, 1999, 2011 |
| IF Elfsborg           | 6       | 8              | 1936, 1939, 1940, 1961, 2006, 2012. |
| GAIS                  | 6       | 4              | 1919, 1922, 1925-b, 1927, 1931, 1954 |
| Östers Växjö IF       | 4       | 3              | 1968, 1978, 1980, 1981 |
| Halmstads BK          | 4       | 2              | 1976, 1979, 1997, 2000 |
| Åtvidabergs FF        | 2       | 2              | 1972, 1973 |
| Hammarby IF           | 1       | 4              | 2001 |
| IK Sleipner           | 1       | 3              | 1938 |
| IFK Eskilstuna        | 1       | 1              | 1921 |
| Kalmar FF             | 1       | 1              | 2008 |
| BK Häcken             | 1       | 1              | 2022 |
| Göteborgs IF †        | 1       | –              | 1903 |
| Fässbergs IF          | 1       | –              | 1924 |
| Brynäs IF             | 1       | –              | 1925 |
| IFK Uppsala           | -       | 3              | ----- |
| Örgryte IS-2          | -       | 2              | ----- |
| Göteborgs FF          | -       | 2              | ----- |
| Degerfors IF          | -       | 2              | ----- |
| IS Idrottens Vänner † | -       | 1              | ----- |
| Jönköpings AIF †      | -       | 1              | ----- |
| IFK Stockholm         | -       | 1              | ----- |
| IK Sirius Uppsala     | -       | 1              | ----- |
| BK Derby              | -       | 1              | ----- |
| Landskrona BoIS       | -       | 1              | ----- |
| Jönköpings Södra IF   | -       | 1              | ----- |
| Råå IF                | -       | 1              | ----- |
| IFK Malmö             | -       | 1              | ----- |
| Örebro SK             | -       | 1              | ----- |

- † Equipo desaparecido.

### Títulos por ciudad
| Ciudad      | Número de ligas | Clubes                                                                         |
| ----------- | --------------- | ------------------------------------------------------------------------------ |
| Gotemburgo  | 40              | IFK Göteborg (18), Örgryte IS (14), GAIS (6), Göteborgs IF (1), BK Häcken (1). |
| Estocolmo   | 25              | AIK (12), Djurgårdens IF (12), Hammarby IF (1).                                |
| Malmö       | 23              | Malmö FF (23)                                                                  |
| Norrköping  | 14              | IFK Norrköping (13), IK Sleipner (1)                                           |
| Helsingborg | 7               | Helsingborgs IF (7)                                                            |
| Borås       | 6               | IF Elfsborg (6)                                                                |
| Halmstad    | 4               | Halmstads BK (4)                                                               |
| Växjö       | 4               | Östers IF (4)                                                                  |
| Åtvidaberg  | 2               | Åtvidabergs FF (2)                                                             |
| Kalmar      | 1               | Kalmar FF (1)                                                                  |
| Eskilstuna  | 1               | IFK Eskilstuna (1)                                                             |
| Mölndal     | 1               | Fässbergs IF (1)                                                               |
| Gävle       | 1               | Brynas IF (1)                                                                  |

## Clubes condecorados
Los clubes del fútbol europeo son especialmente honrados por haber ganado varios títulos de liga y como reconocimiento se les asigna una estrella de oro que normalmente se coloca por encima del escudo del club para indicar que dicho equipo ha ganado 10 títulos de liga. En Suecia, la estrella simboliza 10 títulos de campeón de Allsvenskan, aunque el ganador de la liga no siempre ha sido galardonado con el título de campeón sueco. El sistema de la estrella no se estableció para los clubes de la Allsvenskan hasta el año 2006, aunque el AIK ya había introducido la estrella de su equipo en 2000. El IFK Göteborg, Malmö FF, IFK Norrköping, Örgryte IS y Djurgårdens IF fueron los primeros equipos después del AIK que se adjudicaron sus estrellas. Ningún club nuevo ha sido galardonado con una estrella desde el año 2006 y los clubes más cercanos a la adjudicación son el IF Elfsborg, con 6 títulos, y el Helsingborgs IF, aún con 5 títulos.
Los actuales (a partir del final de la temporada 2011) clubes de estrellas de oro son:
- AIK (11 títulos, recibido en 2000).
- IFK Göteborg (18 títulos, recibido en 2006).
- Malmö FF (16 títulos, recibido en 2006).
- IFK Norrköping (12 títulos, recibido en 2006).
- Örgryte IS (12 títulos, recibido en 2006).
- Djurgårdens IF (11 títulos, recibido en 2006).

## Clasificación histórica 1924-2016
La clasificación histórica de la Allsvenskan, maratontabellen en sueco, es un registro acumulativo de los resultados de los partidos, puntos y goles de todos los equipos que han jugado en la Allsvenskan desde su creación en la temporada 1924-25. El sistema se basa en contabilizar tres puntos por victoria —a pesar de que este sistema no se introdujo hasta la temporada 1990—. Los partidos jugados en el campeonato de play-offs entre 1982 y 1990, o los partidos jugados en Mästerskapsserien en 1991 y 1992 no están incluidos. La tabla que sigue incluye los resultados de la temporada 2015.
|  | Militante de la Allsvenskan 2016                 |
|  | Militante de la Superettan 2016                  |
|  | Militante de la División 1 2016                  |
|  | Jugando en divisiones inferiores                 |
|  | Equipos desaparecidos o fusionados con otro club |

| Pos | Club                | Temporadas | PJ   | PG  | PE  | PP  | GF   | GC   | Dif.  | Ptos. |
| --- | ------------------- | ---------- | ---- | --- | --- | --- | ---- | ---- | ----- | ----- |
| 1   | Malmö FF            | 80         | 1919 | 945 | 489 | 485 | 3432 | 2288 | +1144 | 3324  |
| 2   | IFK Göteborg        | 83         | 1971 | 948 | 468 | 555 | 3679 | 2611 | +1068 | 3312  |
| 3   | AIK Estocolmo       | 91         | 2123 | 911 | 562 | 650 | 3442 | 2724 | +718  | 3267  |
| 4   | IFK Norrköping      | 75         | 1777 | 765 | 440 | 572 | 3142 | 2563 | +579  | 2735  |
| 5   | IF Elfsborg         | 72         | 1726 | 708 | 419 | 599 | 2906 | 2649 | +257  | 2543  |
| 6   | Helsingborgs IF     | 65         | 1563 | 701 | 337 | 525 | 2937 | 2416 | +521  | 2440  |
| 7   | Djurgårdens IF      | 60         | 1462 | 593 | 365 | 504 | 2320 | 2079 | +241  | 2144  |
| 8   | Örgryte IS          | 56         | 1306 | 487 | 321 | 498 | 2153 | 2048 | +105  | 1782  |
| 9   | Halmstads BK        | 53         | 1319 | 461 | 340 | 518 | 1859 | 2022 | −163  | 1723  |
| 10  | GAIS                | 54         | 1253 | 464 | 294 | 495 | 1969 | 2029 | −60   | 1686  |
| 11  | Örebro SK           | 47         | 1158 | 414 | 303 | 441 | 1595 | 1710 | −115  | 1545  |
| 12  | Hammarby IF         | 47         | 1142 | 388 | 266 | 488 | 1652 | 1880 | −228  | 1327  |
| 13  | Östers IF           | 33         | 794  | 295 | 231 | 268 | 1166 | 1014 | +152  | 1116  |
| 14  | Kalmar FF           | 28         | 728  | 268 | 192 | 268 | 943  | 996  | −53   | 996   |
| 15  | Landskrona BoIS     | 34         | 800  | 261 | 194 | 345 | 1207 | 1501 | −294  | 977   |
| 16  | Degerfors IF        | 29         | 658  | 234 | 156 | 268 | 1022 | 1102 | −80   | 858   |
| 17  | Åtvidabergs FF      | 20         | 512  | 177 | 118 | 217 | 713  | 766  | −53   | 649   |
| 18  | Sandvikens IF       | 21         | 471  | 165 | 81  | 225 | 775  | 948  | −173  | 576   |
| 19  | BK Häcken           | 15         | 414  | 137 | 110 | 167 | 589  | 631  | −42   | 521   |
| 20  | Trelleborgs FF      | 17         | 446  | 131 | 115 | 200 | 528  | 702  | −174  | 508   |
| 21  | IK Brage            | 18         | 408  | 126 | 109 | 173 | 493  | 655  | −162  | 487   |
| 22  | IK Sleipner         | 16         | 352  | 137 | 61  | 154 | 702  | 738  | −36   | 472   |
| 23  | Gefle IF            | 15         | 403  | 110 | 109 | 184 | 453  | 653  | −200  | 439   |
| 24  | GIF Sundsvall       | 15         | 378  | 82  | 110 | 186 | 408  | 650  | −242  | 356   |
| 25  | IFK Malmö           | 13         | 297  | 90  | 63  | 144 | 428  | 619  | −191  | 333   |
| 26  | IFK Eskilstuna      | 14         | 317  | 86  | 59  | 172 | 560  | 850  | −290  | 317   |
| 27  | Västra Frölunda IF  | 10         | 240  | 64  | 65  | 111 | 266  | 395  | −129  | 257   |
| 28  | Jönköpings Södra IF | 10         | 220  | 67  | 48  | 105 | 329  | 483  | −154  | 249   |
| 29  | Mjällby AIF         | 8          | 220  | 59  | 54  | 107 | 234  | 333  | −99   | 231   |
| 30  | IS Halmia           | 11         | 244  | 61  | 48  | 135 | 351  | 539  | −188  | 231   |
| 31  | Gårda BK            | 8          | 176  | 53  | 52  | 71  | 233  | 324  | −91   | 211   |
| 32  | IFK Sundsvall       | 5          | 130  | 36  | 37  | 57  | 161  | 236  | −75   | 145   |
| 33  | IF Brommapojkarna   | 5          | 146  | 30  | 36  | 80  | 134  | 260  | −126  | 126   |
| 34  | Västerås SK         | 4          | 96   | 23  | 17  | 56  | 101  | 217  | −116  | 86    |
| 35  | Syrianska FC        | 3          | 90   | 20  | 16  | 54  | 88   | 153  | −65   | 76    |
| 36  | IK Sirius           | 3          | 74   | 15  | 19  | 40  | 64   | 134  | −70   | 64    |
| 37  | Falkenbergs FF      | 2          | 60   | 16  | 10  | 34  | 75   | 105  | −30   | 58    |
| 38  | Råå IF              | 2          | 44   | 16  | 8   | 20  | 66   | 85   | −19   | 56    |
| 39  | Ljungskile SK       | 2          | 56   | 11  | 11  | 34  | 54   | 109  | −55   | 44    |
| 40  | Westermalms IF      | 2          | 44   | 10  | 7   | 27  | 69   | 120  | −51   | 37    |
| 41  | Umeå FC             | 1          | 26   | 8   | 6   | 12  | 35   | 45   | −10   | 30    |
| 42  | IFK Uddevalla       | 2          | 44   | 6   | 12  | 26  | 58   | 114  | −56   | 30    |
| 43  | Hallstahammars SK   | 2          | 44   | 6   | 12  | 26  | 56   | 114  | −58   | 30    |
| 44  | Stattena IF         | 2          | 44   | 8   | 4   | 32  | 58   | 155  | −97   | 28    |
| 45  | Motala AIF          | 1          | 33   | 6   | 7   | 20  | 35   | 68   | −33   | 25    |
| 46  | Redbergslids IK     | 1          | 22   | 5   | 5   | 12  | 35   | 60   | −25   | 20    |
| 47  | Ludvika FfI         | 1          | 22   | 6   | 2   | 14  | 30   | 56   | −26   | 20    |
| 48  | IK Oddevold         | 1          | 26   | 5   | 4   | 17  | 20   | 43   | −23   | 19    |
| 49  | IFK Luleå           | 1          | 22   | 4   | 6   | 12  | 20   | 44   | −24   | 18    |
| 50  | IF Saab             | 1          | 26   | 4   | 6   | 16  | 26   | 53   | −27   | 18    |
| 51  | Reymersholms IK     | 1          | 22   | 4   | 4   | 14  | 27   | 57   | −30   | 16    |
| 52  | Norrby IF           | 1          | 22   | 3   | 6   | 13  | 30   | 52   | −22   | 15    |
| 53  | BK Derby            | 1          | 26   | 3   | 6   | 17  | 18   | 53   | −35   | 15    |
| 54  | Assyriska FF        | 1          | 26   | 4   | 2   | 20  | 17   | 52   | −35   | 14    |
| 55  | Brynäs IF           | 1          | 26   | 2   | 8   | 16  | 27   | 63   | −36   | 14    |
| 56  | Enköpings SK        | 1          | 26   | 3   | 5   | 18  | 22   | 59   | −37   | 14    |
| 57  | Högadals IS         | 1          | 22   | 3   | 3   | 16  | 24   | 56   | −32   | 12    |
| 58  | Vasteras IK         | 1          | 22   | 2   | 5   | 15  | 21   | 66   | −45   | 11    |
| 59  | IFK Holmsund        | 1          | 22   | 3   | 1   | 18  | 24   | 79   | −55   | 10    |
| 60  | Sandvikens AIK      | 1          | 22   | 2   | 1   | 19  | 24   | 72   | −48   | 7     |
| 61  | Eskilstuna City FK  | 1          | 22   | 1   | 4   | 17  | 32   | 83   | −51   | 7     |
| 62  | Billingsfors IK     | 1          | 22   | 0   | 3   | 19  | 28   | 84   | −56   | 3     |
| 63  | Östersunds FK       | 0          | 0    | 0   | 0   | 0   | 0    | 0    | 0     | 0     |